# Carnarviana cretata
Carnarviana cretata är en insektsart som beskrevs av Mansell 1983. Carnarviana cretata ingår i släktet Carnarviana och familjen Nemopteridae. Inga underarter finns listade i Catalogue of Life.